# Wizyta (film 1974)
Wizyta – czarno-biały film dokumentalny Marcela Łozińskiego z 1974 roku. Jest częścią trylogii Łozińskiego, poświęconej tematowi mediów (pozostałe części to Próba mikrofonu z 1980 i Ćwiczenia warsztatowe z 1987).
Kontynuacją filmu jest nakręcony w 1998 roku obraz Żeby nie bolało, w którym Marcel Łoziński po 22 latach wraca do tej samej bohaterki, próbując dowiedzieć się, czy wcześniejszy dokument w jakikolwiek sposób wpłynął na jej życie.

## Geneza
Nakręcenie filmu o Urszuli Flis zasugerowała Łozińskiemu jego żona, Tamara. Zwróciła ona Łozińskiemu uwagę na wywiad przeprowadzony z panią Flis przez Irenę Dziedzic na potrzeby programu „Tele-Echo”. Wywiad był agresywny, napastliwy. Podsunął on Łozińskiemu pomysł nakręcenia produkcji o ciekawej bohaterce i o samych filmowcach i dziennikarzach. Początkowo Łoziński planował nakręcić proces powstawania telewizyjnego dokumentu o Urszuli Flis, realizowanego przez TVP. Ostatecznie jednak film telewizyjny nie powstał, więc Łoziński nakręcił wywiad prasowy, który przeprowadzali dla „Polityki” Marta Wesołowska i Erazm Ciołek.

## Treść i interpretacja
Bohaterką filmu jest Urszula Flis, rolniczka gospodarująca samotnie na 13 hektarach, interesująca się literaturą i teatrem, mająca dużą wiedzę. Wieś, w której mieszka, odwiedza dwoje dziennikarzy – Marta Wesołowska i Erazm Ciołek (fotoreporter). Rozmawiają z Urszulą Flis i jej sąsiadami. Dziennikarka jest napastliwa, atakuje Flis, twierdząc, że nie jest ona szczęśliwa, że zrezygnowała w ambicji i rozwoju, podważa słuszność jej decyzji o pozostaniu na roli, a stworzony przez nią świat wewnętrzny, karmiony literaturą i okazjonalnymi wizytami w teatrze, uważa za niewystarczający. Wrażliwa bohaterka, choć znacznie cichsza i mniej wygadana od dziennikarki, broni swoich wyborów i swojego sposobu życia. Film kończy się nadejściem kolejnej, tym razem radiowej, dziennikarki.
Według Marka Hendrykowskiego tematem filmu jest to, w jaki sposób kamera dokonuje inwazji na filmowanych bohaterów, wkraczając w ich prywatność, a także etyczne powinności dokumentalisty, który portretując rzeczywistych ludzi, obarczony jest odpowiedzialnością za bezbronnego człowieka, stającego przed kamerą i powierzającego mu swoje życie. Mówi też o agresywnej naturze mediów. Według Mikołaja Jazdona i Piotra Pławuszewskiego oraz Tadeusza Lubelskiego film stanowi konfrontację dwóch różnych postaci, o różnych osobowościach.

## Nagrody i nominacje
- 1975 – Syrenka Warszawska
- 1975 – Nagroda Klubu Krytyki Filmowej dla najlepszego filmu dokumentalnego na XV Ogólnopolskim Festiwal Filmów Krótkometrażowych w Krakowie
- 1975 – Nagroda Międzynarodowej Federacji Krytyków Filmowych na Krakowskim Festiwalu Filmowym[6]